# Cristin König
Cristin König (* 1965 in Trier) ist eine deutsche Schauspielerin.

## Leben

### Ausbildung und Theater
Cristin König erhielt von 1986 bis 1990 ihre Schauspielausbildung an der Hochschule für Musik und Theater in Hannover. Anschließend hatte sie Theaterengagements u. a. am Schauspielhaus Hamburg (Spielzeit 1989/90), am Landestheater Tübingen (Spielzeit 1990/91), am Staatstheater Kassel (Spielzeit 1991/92) und am Theater in Chur (Spielzeit 1991/92). Von 1992 bis 1996 war sie Ensemblemitglied am Kleist-Theater in Frankfurt (Oder). Dort spielte sie u. a. die Titelrolle in Das Käthchen von Heilbronn (Regie: Armin Petras, 1994).
Von 1996 bis 1999 war sie am Berliner Ensemble engagiert. Am Berliner Ensemble war sie u. a. in Die Baugrube von Lothar Trolle (Regie: Armin Petras, 1996), und in Dantons Tod (Regie: Robert Wilson, 1998) zu sehen.
Von 1999 bis 2006 war König festes Ensemblemitglied an der Berliner Schaubühne. An der Berliner Schaubühne trat sie u. a. in Gier (als Frau C; Regie: Thomas Ostermeier, 2000), in Das kalte Kind von Marius von Mayenburg (als Silke; Regie: Luk Perceval, 2002), in Im Dickicht der Städte (als Der Grüne; Regie: Grzegorz Jarzyna, 2003), in Der Würgeengel von Karst Woudstra (Regie: Thomas Ostermeier, 2003) und in Distanz von Lars Norén (als Hanna; Regie: Enrico Stolzenburg, 2005) auf.
Ab 2006 spielte König am Maxim-Gorki-Theater in Berlin. Ab der Spielzeit 2007/08 bis 2013 war König dort festes Ensemblemitglied. Sie spielte u. a. Aline Solness in Baumeister Solneß (Premiere: September 2006; Regie. Armin Petras), Helena in Kinder der Sonne von Maxim Gorki (Premiere: Oktober 2006; Regie: Peter Kastenmüller), Dodo in Breaking the Waves (Premiere: Oktober 2007; Regie: Christian Lollike), Elke in Der Schimmelreiter (Premiere: Oktober 2007; Regie: Armin Petras), Antonio in Der Kaufmann von Venedig (Premiere: Oktober 2009; Regie: Armin Petras), Amanda Wingfield in Die Glasmenagerie (Premiere: März 2010; Regie: Milan Peschel), Frau Brigitte in Der zerbrochne Krug (Premiere: März 2010; Regie: Jan Bosse) und Agnes/Oskar Matzerath in Die Blechtrommel (Premiere: September 2010; Regie: Armin Petras).
2011 trat König erstmals als Regisseurin hervor; sie inszenierte am Maxim-Gorki-Theater die Uraufführung ihres eigenen Stücks Die Wohngemeinschaft.
Neben ihren Festengagements hatte König regelmäßig Gastengagements, insbesondere an den Münchner Kammerspielen. Freischaffend war sie dort z. B. in Ein Junge, der nicht Mehmet heißt (Regie: Peter Kastenmüller, 2004) tätig. In der Spielzeit 2005/06 spielte sie dort die Warja in Der Kirschgarten (Regie: Lars-Ole Walburg). In der Spielzeit 2011/12 gastierte sie an den Münchner Kammerspielen als Gunhild Borkman in John Gabriel Borkman (Regie: Armin Petras). In der Spielzeit 2013/14 stand sie dort in Amerika nach Franz Kafka (Regie: Julie Van den Berghe, Premiere: Oktober 2013) auf der Bühne. In der Spielzeit 2014/15 übernahm sie an den Münchner Kammerspielen die Rolle der Maria in dem Theaterstück Jagdszenen aus Niederbayern.
In der Spielzeit 2013/14 trat sie als Gast am Schauspiel Stuttgart auf; sie war als Frau von G...(Mutter der Marquise) und als Mutter in der Doppelinszenierung Die Marquise von O..../Drachenblut von Christoph Hein zu sehen. In der Spielzeit 2015/16 gastierte sie in Stuttgart als verwitwete Schauspielerin Irina Nikolajewna Arkadina in Die Möwe (Premiere: Oktober 2015, Regie: Martin Laberenz).
In der Spielzeit 2016/17 hatte König ein Gastengagement am St. Pauli Theater in Hamburg.

### Film und Fernsehen
Auch in Film- und Fernsehrollen war Cristin König regelmäßig zu sehen. In dem zweiteiligen Fernsehfilm Die Frau vom Checkpoint Charlie (2007; mit Veronica Ferres in der Hauptrolle) hatte sie eine Nebenrolle; sie war Eva Landmann, die beste Freundin der weiblichen Hauptfigur Sarah Bender. In dem Fernsehfilm Mein Leben – Marcel Reich-Ranicki (2009) spielte sie die Jüdin Emilie Langnas, die Mutter von Tosia, der späteren Frau des Literaturkritikers und Journalisten Marcel Reich-Ranicki. Im Tatort: Der letzte Patient (2010) spielte sie Dr. Silke Tannenberg, eine Ärztin für Allgemeinmedizin, die bei einem Brand in ihren Praxisräumen ums Leben kommt. In der ZDF-Krimiserie SOKO Wismar war sie 2012 in einer Episodenhauptrolle zu sehen; sie spielte Britta Niederländer, die Ehefrau des ermordeten Arztes und Klinikchefs Dr. Niederländer.
Im September 2015 war sie in der ZDF-Krimiserie Blochin – Die Lebenden und die Toten in einer Nebenrolle zu sehen. Sie spielte Petra Geissler, die Ehefrau des Ministers Geissler (Michael Goldberg) und Mutter der Studentin Freddy Geissler (Peri Baumeister). Im Tatort: Ätzend (2015; Erstausstrahlung November 2015), dem zweiten Fall des Ermittlerteams Rubin/Karow, spielte sie die Mutter der Schülerin Ira Michels (Stephanie Amarell). Im Februar 2016 war König in der ZDF-Krimireihe Kommissarin Lucas zu sehen; sie spielte Martina Heise, eine Katholikin, die sich mit einer Gruppe von Aktivisten zum Zwecke des Kirchenasyls für die Öffnung sämtlicher Kirchenimmobilien einsetzt.
In der 2. und 3. Staffel der Fernsehserie Die Kanzlei übernahm sie in einigen Folgen (Erstausstrahlung: Januar und November 2017) eine wiederkehrende Seriennebenrolle als Richterin Johanna Gruber. Im Januar 2017 war König außerdem in der ZDF-Serie SOKO Leipzig in einer Episodenrolle als Oberschwester Beatrice Ludwig zu sehen, die Patienten unerlaubt bei deren Selbsttötung hilft. Im Tatort: Böser Boden (Erstausstrahlung: November 2017) des Ermittlerteams Falke und Grosz hatte sie eine Nebenrolle als Anne Kielsperg, die Frau eines militanten Öko-Aktivisten. Im Dezember 2017 war König in der ZDF-Fernsehserie Notruf Hafenkante in einer Episodenhauptrolle als Laborantin Miriam Meyer, deren Ehe vor dem Aus steht, zu sehen. In der 7. Staffel der ZDF-Serie Letzte Spur Berlin (Ausstrahlung ab Februar 2018) übernahm König ebenfalls eine Episodenhauptrolle als Sabine Jahn, die an einem Ausschreibungsbetrug beteiligte Leiterin einer Kindertagesstätte, in der es mehrfach zu sexuellen Übergriffen kommt. In der ersten Staffel der im März 2018 neu platzierten Krimiserie SOKO Hamburg hatte König ebenfalls eine Episodenhauptrolle; sie verkörperte Karin Röper, die gemeinsam mit ihrem Mann eine kleine Landbäckerei im Alten Land führt, und zur Mörderin wird. In der auf Arte ausgestrahlten sechsteiligen TV-Serie Die Neue Zeit (2019) über die Gründerjahre des Staatlichen Bauhauses in Weimar verkörperte sie in einer Serienrolle Alice Helm, die Mutter der Malerin und Grafikerin Dörte Helm. In der 3. Staffel der TV-Serie Charité (2021) übernahm Cristin König eine der durchgehenden Nebenrollen als Frau Dammrau, die Sekretärin und „treue Mitarbeiterin“ des Gerichtsmediziners und Serologen Otto Prokop (Philipp Hochmair).

### Hörfunk
König arbeitet auch als Sprecherin für Hörspiele. Ihre erste diesbezügliche Regiearbeit Lila und Fred, „frei nach Friedrich Schillers Kabale und Liebe“ (Komposition: Friederike Bernhardt, Produktion: Deutschlandradio Kultur), wurde Hörspiel des Monats August 2016.

### Auszeichnungen
1994 und 2000 wurde König von der Zeitschrift Theater heute für die Auswahl in der Kategorie „Beste Nachwuchsschauspielerin“ nominiert.

### Privates
König spielt Akkordeon und Klavier. Sie lebt in Berlin.

## Filmografie (Auswahl)
- 1987: Gelbe Sorte (Fernsehfilm; ZDF-Reihe „Das kleine Fernsehspiel“)
- 1988: Der Himmel der Helden (Kurzfilm)
- 1992: Vaterland (TV-Spielfilm)
- 2001: Prüfstand 7
- 2007: Die Frau vom Checkpoint Charlie (Fernsehfilm)
- 2009: Mein Leben – Marcel Reich-Ranicki (Fernsehfilm)
- 2010: Tatort – Der letzte Patient (Fernsehreihe)
- 2012: SOKO Wismar (Fernsehserie; Folge: Vatertag)
- 2015: Blochin – Die Lebenden und die Toten (Fernsehreihe)
- 2015: Tatort – Ätzend (Fernsehreihe)
- 2016: Kommissarin Lucas – Kreuzweg (Fernsehreihe)
- 2017: SOKO Leipzig (Fernsehserie; Folge: Der Wert des Lebens)
- 2017: Tatort – Böser Boden (Fernsehreihe)
- 2017: Notruf Hafenkante (Fernsehserie; Folge: Kopfgeld)
- 2017–2018; 2020: Die Kanzlei (Fernsehserie; Serienrolle)
- 2018: Letzte Spur Berlin (Fernsehserie; Folge: Kinderspiel)
- 2018: SOKO Hamburg (Fernsehserie; Folge: Mitten ins Herz)
- 2019: 23 Morde – Bereit für die Wahrheit?
- 2019: Die Neue Zeit (Fernsehserie)
- 2021: Ferdinand von Schirach: Feinde (Fernsehfilm)
- 2021: Charité (Fernsehserie)
- 2022: Wir könnten genauso gut tot sein
- 2023: Tatort: Lenas Tante
- 2023: Tatort: Was ihr nicht seht

## Hörspiele
- 2016: Lila und Fred, frei nach Friedrich Schillers Kabale und Liebe, Regie: die Autorin, Komposition: Friederike Bernhardt (Deutschlandradio Kultur)
- 2018: Meine Erinnerungen reißen mich in Stücke, frei nach Motiven aus Mary Shelleys biografischen Notizen, Regie: die Autorin, Komposition: Friederike Bernhardt (Deutschlandfunk Kultur)
- 2018: Die Wand, Regie: die Autorin, Komposition: Friederike Bernhardt (WDR)[15]
- 2020: Liebesmüh, Regie: die Autorin, Komposition: Friederike Bernhardt (WDR)[16]

## Hörspiele als Sprecherin (Auswahl)
- 1999: Paul Plamper, Alban Rehnitz: (schreibt auf. unsere haut.) - PROJEKT RAF, Regie: Paul Plamper, Andreas Weiser (HR)
- 2002: François Ozon: Unter dem Sand, Regie: Ulrich Lampen (Deutschlandradio Kultur)
- 2004: Zuzana Uličianska: Dampf/Para, Regie: Renate Pittroff (Deutschlandradio Kultur)
- 2006: James Graham Ballard: Hochhaus, Regie: Paul Plamper (WDR)
- 2008: Paul Plamper: Ruhe 1, Regie: Paul Plamper (WDR, Museum Ludwig)
- 2009: Hermann Broch: Die Schlafwandler, Regie: Klaus Buhlert (BR)
- 2011: Thilo Reffert: Nina und Paul, Regie: Judith Lorentz (Deutschlandradio Kultur)
- 2013: Paul Plamper: Der Kauf, Regie: Paul Plamper (WDR, BR, Deutschlandradio Kultur, Schauspiel Köln)
- 2014: Etel Adnan: Arabische Apokalypse, Regie: Ulrike Brinkmann, Klaudia Ruschkowski (Deutschlandradio Kultur, HR)
- 2017: Paul Plamper: Dienstbare Geister, Regie: Paul Plamper (WDR, BR, MDR, DLF Kultur, Ruhrtriennale)